# Episodi di Tre cuori in affitto (settima stagione)
La settima stagione della sitcom Tre cuori in affitto è stata trasmessa negli Stati Uniti dal 28 settembre 1982 al 10 maggio 1983. 
| nº | Titolo originale                | Titolo italiano              | Prima TV USA      | Prima TV Italia |
| -- | ------------------------------- | ---------------------------- | ----------------- | --------------- |
| 1  | A Night Not to Remember         | Una serata da non ricordare  | 28 settembre 1982 | 1988            |
| 2  | Jack Goes to the Dentist        | Jack va dal dentista         | 12 ottobre 1982   | 1988            |
| 3  | Diamond Jack                    | Un appuntamento alla cieca   | 19 ottobre 1982   | 1988            |
| 4  | Extra, Extra                    | Edizione straordinaria       | 26 ottobre 1982   | 1988            |
| 5  | Jack Gets His Own Restaurant    | La grande occasione di Jack  | 9 novembre 1982   | 1988            |
| 6  | Opening Night                   | La serata inaugurale         | 16 novembre 1982  | 1988            |
| 7  | Cousin, Cuisine                 | Cugino cugina                | 23 novembre 1982  | 1988            |
| 8  | An Affair to Forget             | Un flirt da dimenticare      | 30 novembre 1982  | 1988            |
| 9  | The Brunch                      | Il pranzo                    | 7 dicembre 1982   | 1988            |
| 10 | The Impossible Dream            | Il sogno impossibile         | 14 dicembre 1982  | 1988            |
| 11 | Breaking Up Is Hard to Do       | Un ragazzo per Terri         | 4 gennaio 1983    | 1988            |
| 12 | Larry's Sister                  | La sorella di Larry          | 11 gennaio 1983   | 1988            |
| 13 | Bob and Carol & Larry and Terri | Bob, Carol, Larry e Terri    | 18 gennaio 1983   | 1988            |
| 14 | Going to Pot                    | Roba da matti                | 1º febbraio 1983  | 1988            |
| 15 | Star Struck                     | Stella con inganno           | 15 febbraio 1983  | 1988            |
| 16 | Jack Goes the Distance          | La scommessa di Jack         | 22 febbraio 1983  | 1988            |
| 17 | Jack's Double Date              | Jack va fino in fondo        | 1º marzo 1983     | 1988            |
| 18 | Janet's Little Helper           | L'aiutante di Janet          | 15 marzo 1983     | 1988            |
| 19 | The Apartment                   | Il pied-à-terre              | 22 marzo 1983     | 1988            |
| 20 | Hair Today, Gone Tomorrow       | Oggi coi baffi, domani senza | 5 aprile 1983     | 1988            |
| 21 | Navy Blues                      | Promesse di marinai          | 3 maggio 1983     | 1988            |
| 22 | Borrowing Trouble               | Il presta guai               | 10 maggio 1983    | 1988            |

## Una serata da non ricordare
- Titolo originale: A Night Not to Remember
- Diretto da: Dave Powers
- Scritto da: George Burditt e Budd Grossman

### Trama
Jack accompagna Janet ad una cena con un superiore, ma finisce per ubriacarsi ed addormentarsi nel letto di lei.
- Guest stars: Terry McGovern (Ray Hagen) e Nora Gaye (Cameriera).

## Jack va dal dentista
- Titolo originale: Jack Goes to the Dentist
- Diretto da: Dave Powers
- Scritto da: George Burditt e Budd Grossman

### Trama
Jack soffre di mal di denti proprio nel periodo in cui Terri sta frequentando un dentista infantile.
- Guest stars: Jeffrey Tambor (Dottor Phil Greene) ed Isabel West (Gladys Whitewood).
- Note: Richard Kline e Don Knotts sono assenti in questo episodio.

## Un appuntamento alla cieca
- Titolo originale: Diamond Jack
- Diretto da: Dave Powers
- Scritto da: Ellen Guylas

### Trama
Jack sostituisce Larry ad un appuntamento e si ritrova coinvolto in una rapina.
- Guest stars: Tori Lysdahl (Rita), Antony Ponzini (Tony), Michael Alldredge (Sam) e Vincent Cobb (Johnny).
- Note: Richard Kline è assente in questo episodio.

## Edizione straordinaria
- Titolo originale: Extra, Extra
- Diretto da: Dave Powers
- Scritto da: Ellen Guylas

### Trama
Un giornalista che frequenta Janet scrive un articolo sui tre ragazzi che vivono sotto lo stesso tetto e lascia intendere che fra loro ci sia anche una relazione. I ragazzi dovranno affrontare le conseguenze.
- Guest stars: Mina Kolb (Signora Alden), Mark W. Travis (Hank Thompson), Mickey Deems (Signor Hubbard) e Georgann Johnson (Signora Tripper).
- Note: Richard Kline è assente in questo episodio.

## La grande occasione di Jack
- Titolo originale: Jack Gets His Own Restaurant
- Diretto da: Dave Powers
- Scritto da: Martin Rips e Joseph Staretski

### Trama
Il signor Angelino offre a Jack un locale dove aprire un ristorante tutto suo.
- Guest stars: Jordan Charney (Frank Angelino) ed Anne Schedeen (Louise Prescott).

## La serata inaugurale
- Titolo originale: Opening Night
- Diretto da: Dave Powers
- Scritto da: Shelley Zellman

### Trama
Jack, le ragazze, Larry ed il signor Furley lavorano alacremente per l'apertura del Jack's Bistro, ma la serata inaugurale si rivela piena di difficoltà.
- Guest stars: Ted Chapman (Signore), Glenn Ash (Signore), Stanley Kamel (Signore) e Kopi Sotiropulos (Zio di Larry).

## Cugino cugina
- Titolo originale: Cousin, Cuisine
- Diretto da: Dave Powers
- Scritto da: Martin Rips e Joseph Staretski

### Trama
Felipe chiede a Jack di ospitare sua cugina Maria, la quale non parla molto bene la loro lingua.
- Guest stars: Gino Conforti (Felipe Gomez), Maria Richwine (Maria), Pete Leal (Signor Sanchez) e J. Víctor Lopez (Manuel).
- Note: Richard Kline è assente in questo episodio.

## Un flirt da dimenticare
- Titolo originale: An Affair to Forget
- Diretto da: Dave Powers
- Scritto da: Michael Weinberger

### Trama
Jack conosce e frequenta un'amica di Janet, non sapendo che la donna è sposata.
- Guest stars: Elaine Giftos (Randy Buckley), John McCook (Alan) e Jack Scalici (Assistente).
- Note: Don Knotts è assente in questo episodio.

## Il pranzo
- Titolo originale: The Brunch
- Diretto da: Dave Powers
- Scritto da: George Burditt, Budd Grossman, Terry Hensey e Marshall King

### Trama
Per poter ottenere la licenza per servire alcolici nel suo ristorante, Jack deve dimostrare che si tratta di un locale rispettabile.
- Guest stars: Jordan Charney (Frank Angelino), Gino Conforti (Felipe Gomez), Earl Boen (Reverendo Gilmore), Irene Tedrow (Signorina Arlington), Gary Hudson (Jerry), Je'net Carmen (Diana) e Kathy Shower (Millicent).

## Il sogno impossibile
- Titolo originale: The Impossible Dream
- Diretto da: Dave Powers
- Scritto da: Shelley Zellman

### Trama
Larry inizia a cantare al ristorante di Jack ma si scopre che non è molto portato per il canto. Nel frattempo, il signor Furley aiuta Jack in cucina.
- Guest star: Ralph Grasso (Ralph).

## Un ragazzo per Terri
- Titolo originale: Breaking Up Is Hard to Do
- Diretto da: Dave Powers
- Scritto da: Ellen Guylas

### Trama
Jack e Janet si danno da fare per organizzare un appuntamento per Terri. Purtroppo, l'uomo risulta essere non molto raccomandabile.
- Guest stars: Granville Van Dusen (Ray Martin) e Beau Starr (Agente).
- Note: Richard Kline è assente in questo episodio.

## La sorella di Larry
- Titolo originale: Larry's Sister
- Diretto da: Dave Powers
- Scritto da: Paul Wayne

### Trama
Larry chiede a Jack di uscire con sua sorella e farla divertire. Jack accetta ma Larry sospetta che l'amico abbia secondi fini.
- Guest star: Lucinda Dooling (Diane Dallas).

## Bob, Carol, Larry e Terri
- Titolo originale: Bob and Carol & Larry and Terri
- Diretto da: Dave Powers
- Scritto da: Joseph Staretski e Martin Rips

### Trama
Terri dice a Jack e Janet che i loro vicini Bob e Carol hanno intenzione di divorziare a causa di un tradimento. Jack rivela a Bob che la moglie lo tradisce mentre Janet rivela a Carol che il traditore è suo marito. I due finiscono per litigare e lasciarsi sul serio e si riappacificano solo con l'aiuto di Larry e Terri.
- Guest stars: Brad Blaisdell (Mike), Pamel Dunlap (Lily), Don Sparks (Bob) e Constance Mellors (Carol).

## Roba da matti
- Titolo originale: Going to Pot
- Diretto da: Dave Powers
- Scritto da: Shelley Zellman

### Trama
Un tizio chiede una tangente a Jack per evitare la chiusura del suo ristorante e Janet suggerisce di registrare la richiesta e presentarla alla polizia. Tuttavia, l'incisione su nastro provocherà dei guai al signor Furley.
- Guest stars: Bill Sneff (Signor Sneef), Robert Lussier (Walter Johnson), Burke Byrnes (Agente Kent) e Jeannetta Arnette (Detective Green).

## Stella con inganno
- Titolo originale: Star Struck
- Diretto da: Dave Powers
- Scritto da: Lewis Colick

### Trama
Terri conosce un attore di una soap opera e se ne innamora. Su consiglio del suo manager, l'attore comincia a frequentarla per visibilità e le propone di sposarlo.
- Guest stars: Dennis Cole (Brett Wade), Joy Garrett (Shirley), Thomas Ryan (Bernie), John C. Becher (Signor Gretski), Sheila Rogers (Marge Andrews) e Paul Barselou (Signore).

## La scommessa di Jack
- Titolo originale: Jack Goes the Distance
- Diretto da: Dave Powers
- Scritto da: David Mirkin

### Trama
Jack decide di sfidare un ragazzo che ha insultato il signor Furley finché non scopre che l'uomo è un campione di pugilato.
- Guest stars: Brad Blaisdell (Mike), Johnny Haymer (Rocco) e Paul Sylvan (Biff Bower).

## Jack va fino in fondo
- Titolo originale: Jack's Double Date
- Diretto da: Dave Powers
- Scritto da: Budd Grossman

### Trama
Janet e Terri credono che Jack non riesca a stare lontano da una donna per più di una settimana e fanno una scommessa.
- Guest stars: Barbara Stuart (Martha), Taaffe O'Connell (Ellen Simmons) e Rhonda Shear (Ragazza).

## L'aiutante di Janet
- Titolo originale: Janet's Little Helper
- Diretto da: Dave Powers
- Scritto da: David Mirkin

### Trama
Jack e Terri credono erroneamente che Janet stia cercando di sedurre il timido nipote del signor Furley.
- Guest stars: Brian Robbins (Marc Furley), Emory Bass (Maitre) e Julie Piekarski (Julie Lipton).
- Note: Richard Kline è assente in questo episodio.

## Il pied-à-terre
- Titolo originale: The Apartment
- Diretto da: Dave Powers
- Scritto da: Shelley Zellman

### Trama
Jack si trattiene al ristorante e resta a dormire nella stanza sopra il locale. Successivamente, sorprende il signor Angelino con la sua amante.
- Guest stars: Jordan Charney (Frank Angelino), Kay Freeman (Mildred Angelino) ed Ilene Graff (Daphne Smith).
- Note: Don Knotts è assente in questo episodio.

## Oggi coi baffi, domani senza
- Titolo originale: Hair Today, Gone Tomorrow
- Diretto da: Dave Powers
- Scritto da: Shelley Zellman

### Trama
Jack, su consiglio di Larry, decide di acquistare dei baffi finti per far colpo sulle donne. Inaspettatamente, di lui si innamora Terri, perché il ragazzo le ricorda il suo primo amore.
- Guest stars: Brad Blaisdell (Mike), Mina Kolb (Signora Alden), Anthony Holland (Layne) e Jenny Sherman (Ginger).

## Promesse di marinai
- Titolo originale: Navy Blues
- Diretto da: Dave Powers
- Scritto da: Joseph Staretski, Martin Rips e C.C. Ryder

### Trama
Jack riceve la visita di un suo vecchio compagno, Bill, e lo assume al suo ristorante.
- Guest stars: Jordan Charney (Frank Angelino), Rod McCary (Bill Martin), Patty Regan (Marilyn Carmichael), Frank Moon (Warren Carmichael) e Karla Bush (Postina).

## Il presta guai
- Titolo originale: Borrowing Trouble
- Diretto da: Dave Powers
- Scritto da: Ellen Guylas

### Trama
Janet e Terri credono che il ristorante di Jack sia sull'orlo del fallimento e donano all'amico dei soldi.
- Guest stars: Jordan Charney (Frank Angelino), Brad Blaisdell (Mike), D.D. Howard (Lola), Curtis Taylor (Pete) e Dee Dee Rescher (Dee Dee).